# Дастін Браун
Дастін Джеймс Браун (англ. Dustin James Brown; 4 листопада 1984, м. Ітака, США) — американський хокеїст, правий нападник.
Виступав за «Гвелф Сторм» (ОХЛ), «Манчестер Монаркс» (АХЛ), «Лос-Анджелес Кінгс», ЦСК Лайонс.
В чемпіонатах НХЛ — 699 матчів (191+213), у турнірах Кубка Стенлі — 50 матчів (13+18).
У складі національної збірної США учасник зимових Олімпійських ігор 2010 (6 матчів, 0+0), чемпіонатів світу 2004, 2006, 2008 і 2009 (32 матчі, 14+14). У складі молодіжної збірної США учасник чемпіонатів світу 2002 і 2003.
Досягнення
- Володар Кубка Стенлі (2012, 2014)
- Срібний призер зимових Олімпійських ігор (2010)
- Бронзовий призер чемпіонату світу (2004)
- Учасник матчу всіх зірок НХЛ (2009).